# G.983
La recomendación G.983 de la ITU-T es una familia de recomendaciones que define a la red óptica pasiva de banda ancha (BPON) para redes de Acceso de las telecomunicaciones. Originalmente comprendía diez recomendaciones, de la G.983.1 hasta la G.983.10, pero las recomendaciones .6 a .10 se retiraron cuándo su contenido estuvo incorporado a la G.983.2. La perspectiva actual es que los estándares de BPON son maduros, y no ningún mayor trabajo será hecho sobre estos después de la ronda del 2007. La definición de GPON OMCI ha sido revisada para mantenerse sola, en lugar de citar la G.983.2.
- Datos: Q5511970